# Nuestra Señora de la Concepción

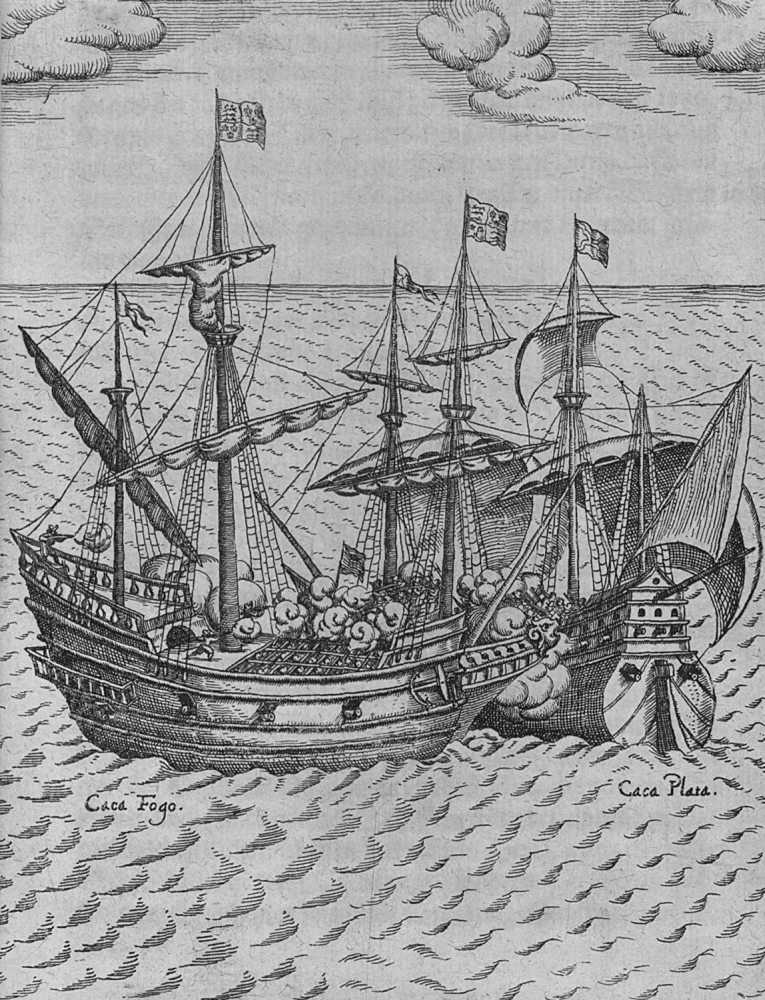
Capture Of Cacafuego (1626) gravure de Friedrich Hulsius

Pour les bâtiments religieux du même nom, voir Église Nuestra Señora de la Concepción.
Nuestra Señora de la Concepción (en français : « Notre-Dame de l'[Immaculée] Conception ») est un galion espagnol de 120 tonneaux qui reliait le Pérou à Panama pendant le XVIe siècle. Il est célèbre pour avoir été capturé par le corsaire anglais Sir Francis Drake qui le surnommait Cagafuego  (litt. «chie-feu»).